# 푸시스페르뭄속
푸시스페르뭄속(fusispermum屬, 학명: Fusispermum 푸시스페르뭄[*])은 제비꽃과의 단형 아과인 푸시스페르뭄아과(fusispermum亞科, 학명: Fusispermoideae 푸시스페르모이데아이[*])에 속하는 유일한 속이다.

## 하위 분류
- F. laxiflorum Hekking
- F. minutiflorum Cuatrec.
- F. rubrolignosum Cuatrec.